# Céline Yandza
Céline Yandza (28 de maio de 1932 – 18 de outubro de 2013) foi uma política congolesa. Ela tornou-se na presidente fundadora da União Feminina Revolucionária do Congo (URFC). Em 1968, ela foi incluída no Conselho Revolucionário Nacional (CRN).
Yandza foi excluída do CRN quando este foi reformado em 31 de dezembro de 1968. Em 15 de novembro de 1969 foi substituída por Joséphine Bouanga como presidente do URFC no segundo congresso extraordinário do URFC.